# Hermanova mřížka

Ukázka Hermanovy mřížky. V průsečících bílých čar se objevují šedivé tečky.

Hermanova mřížka (pojmenovaná po svém objeviteli Ludimaru Hermannovi) je optický klam zobrazující neexistující body na průsečících mřížovitě orientovaných světlých čar na tmavém pozadí, které však v případě zaostření na konkrétní jeden průsečík náhle „zmizí“. Můžeme ji na internetu najít v různých variantách, stejně funguje např. žlutá mřížka na tmavě zeleném pozadí, či inverzní zobrazení, kdy mřížka je černá a pozadí bílé.

## Jiskřivá mřížková iluze
Jiskřivá mřížková iluze je modifikací Hermanovy mřížky, která byla představena E. Lingelbachem v roce 1994. Tato iluze se od původní Hermanovy mřížky odlišuje především přítomností světlejších (při inverzi tmavších) bodů na průsečících mřížových čar. Když se pak na mřížku zadíváme, zcela jistě si hned všimneme tmavých bodů (v případě inverze světlých bodů), které se náhodně objevují a mizí v průsečících čar – odtud pochází název jiskřivá mřížková iluze. Když se však zaměříme na jeden konkrétní bod, tmavé (při inverzi světlé) body se ve spojnicích náhle přestanou objevovat. Iluze se nedostaví také v případě, že mřížku sledujeme z přílišné blízkosti/vzdálenosti.

## Fyziologické vysvětlení
Pokusme si představit dvě oblasti na naší sítnici. První oblast vnímá průsečík horizontálních a vertikálních bílých čar – tedy místo, kde vidíte tmavé body. Druhá oblast vnímá části bílých čar sevřených z obou stran černými čtverci. Přestože obě dvě oblasti přijímají stejné množství světla, tak první oblast (spojnice čar) má v okolí více světlých ploch (světlé čáry ze čtyř stran). Druhá oblast má však vedle sebe světlé plochy jen ze dvou stran a zbylé dvě strany jsou vyplněné čtverci s tmavší monolitickou výplní. V této chvíli zafunguje fyziologický mechanismus zvaný laterální inhibice, který způsobí, že plochy s větším množstvím světlejší plochy v okolí (tedy “křižovatky”) jsou vnímány jako tmavší a plochy s menším množstvím světlé okolní plochy (čáry) jsou vnímány jako jasnější.